# Jiří Justra
Jiří Justra (født 1938 i Prag, Tjekkoslovakiet) er en tjekkoslovakisk ishockeytræner, som primært arbejdede i Danmark, Tjekkoslovakiet/Tjekkiet og Norge, og som opnåede to Danmarksmesterskaber med Frederikshavn Ishockey Klub i sæsonerne 1988-89 og 1999-2000 som de største resultater i karrieren.
Justra tog en universitetsuddannelse indenfor sport i Tjekkoslovakiet med fodbold og ishockey som speciale. Han blev som træner national mester i Tjekkoslovakiet og assistenttræner for ungdomslandsholdene. I 1977 kom han til Danmark, hvor han i fire sæsoner var træner i Esbjerg IK. Derefter gik turen tilbage til Tjekkoslovakiet, hvor han igen blev juniorlandstræner i et par år og bl.a. vandt sølvmedaljer ved junior-VM i 1987. I 1987 vendte han tilbage til Danmark for at blive træner for Frederikshavn IK, som han førte til klubbens første danmarksmesterskab i sæsonen 1988-89. Efter seks sæsoner i Frederikshavn fulgte fire sæsoner i Odense IK og en enkelt i Aalborg IK, inden han i 1998 vendte tilbage til Frederikshavn IK. Hans anden periode i klubben kulminerede i sæsonen 1999-2000, hvor den med Justra ved roret sikrede sig sit andet DM.
Hefter blev Justra træner for Danmarks U20-landshold i en enkelt sæson, inden han i 2001 overtog cheftrænerposten i Esbjerg IK. Den efterfølgende sæson tilbragte han som assistenttræner i Frederikshavn IK, inden han derefter vendte næsen mod Norge. Justra var træner i Lillehammer IK i 2½ sæson, inden han afsluttede sin trænerkarriere med en kort tredje periode som cheftræner i Frederikshavn White Hawks i efteråret 2006.

## Trænerkarriere
Jiří Justra spillede selv ishockey i den tjekkoslovakiske liga i 1960'erne, og han blev uddannet som idrætstræner på Univerzita Karlova i Prag med fodbold og ishockey som speciale. Han startede i 1963 som ungdomstræner i Kladno og fortsatte som træner for militærets sportsklub, Dukla. Derefter var i to sæsoner træner i EK Zell am See i Østrig. I 1972-74 var han igen træner i Tjekkoslovakiet, hvor han blev national mester. Han var endvidere assistenttræner for Tjekkoslovakiets U19-landshold, som blev nr. 2 ved U19-EM i ishockey 1975 og nr. 4 ved U19-EM i ishockey 1976.
I 1977 mødte Jiří Justra den daværende danske landstræner, canadieren Richard David, på et trænerkursus i Prag, hvor Justra var instruktør og repræsentant for Tjekkoslovakiets ishockeyforbund. Justra var interesseret i at prøve sig af i Vesteuropa, så de to trænere aftalte, at hvis tjekkoslovakken fik lov til at rejse til vesten, så kunne han hjælpe med at højne niveauet i dansk ishockey. Det lykkedes for Justra at få myndighedernes tilladelse til at rejse til Danmark i en kort årrække, hvorefter han var forpligtet til at rejse hjem igen.
I efteråret 1977 kom han derfor til Danmark, hvor han blev cheftræner i Esbjerg IK i 1. division. Det blev imidlertid ikke den store sportslige succes, og holdet endte to gange på 7.-pladsen, én gang på 6.-pladsen og én gang på 8.-pladsen i den otte hold store liga. Til gengæld opnåede Justra så meget anerkendelse fra DIU, at han i de to sidste sæsoner kunne supplere sit klubtrænerjob med tjansen som dansk landstræner.
Derefter gik turen tilbage til Tjekkoslovakiet, hvor han primært arbejdede med ungdomsspillerne og bl.a. var chefansvarlig for talentudviklingen, og hvor han endte som cheftræner for juniorlandsholdet ved junior-VM-turneringerne i 1986 og 1987. Ved sidstnævnte opnåede hans hold sølvmedaljer i den famøse turnering, hvor både Canada og Sovjetunionen blev diskvalifieceret efter et masseslagsmål i kampen mellem de to hold.
I 1987 vendte han tilbage til Danmark for at blive træner for Eliteserie-klubben Frederikshavn IK, som han i den første sæson førte til en tredjeplads i grundspillet. I slutspillet for de fire bedste hold blev vendelboerne imidlertid overhalet af Herlev IK og endte derfor lige uden for medaljerækken. I sin anden sæson vandt Frederikshavn IK et forholdsvis jævnbyrdigt grundspil, hvorefter holdet først i semifinalen besejrede Herlev IK med 2-0 i kampe, og derefter AaB Ishockey med 2-0 i kampe, og dermed hjemførte tjekkoslovakken det første danmarksmesterskab i klubbens historie. Den følgende sæson, 1989-90, opnåede klubben DM-medaljer for anden sæson i træk – denne gang af bronze – efter at have tabt med 2-1 i kampe til Herning IK i semifinalen og derefter vundet 2-0 i kampe over HIK i bronzekampen.
Herefter fulgte tre magre sæsoner, hvor klubben to gange endte på sjettepladsen og én gang på syvendepladsen i Eliteseriens grundspil og derfor ikke kvalificerede sig til slutspillet.
Efter seks sæsoner i Frederikshavn fulgte fire sæsoner i Odense IK og en enkelt i Aalborg IK, men i disse sæsoner lykkedes det ikke for Justra at opnå nogen toppplaceringer med sine hold.
I 1998 vendte Jiří Justra tilbage til Frederikshavn IK, og hans anden periode i klubben kulminerede i sæsonen 1999-2000, hvor hvor den med Justra ved roret sikrede sig sit andet danmarksmesterskab. I sæsonen 1998-99 vandt Frederikshavn IK grundspillet men måtte i finalen om danmarksmesterskabet strække våben mod Rødovre SIK, der ellers kun var sluttet på sjettepladsen i grundspillet, men som brillerede i slutspillet og vandt finalen med 3-0 i kampe. Justras tropper opnåede dog revanche året efter, hvor mandskabet igen vandt grundspillet, men hvor det denne gang endte med guldmedaljerne om halsen efter en dramatisk finaleserie mod Herning IK, der først blev afgjort 13 sekunder før udløbet af den forlængede spilletid i den afgørende femte kamp, da Ilja Dubkov scorede til 7-6 og sikrede det andet DM i klubbens historie.
På trods af de fremragende resultater i sæsonerne 1998-99 og 1999-2000, ønskede Frederikshavn Ishockey Klub ikke at forlænge Jiří Justras kontrakt med klubben, som udløb den 1. maj 2000. Allerede den 20. februar 2000 modtog Justra et brev fra klubben med beskeden, og han udtalte nogle år senere, at det derfor var en ekstra stor tilfredsstillelse, at han kort efter vandt DM-guldet med holdet. I stedet blev tjekken U20-landstræner i sæsonen 2000-01.
I 2001 blev Justra træner for Esbjerg IK, som på daværende tidspunkt var inde i en økonomisk krise. Tjekken nåede dog kun en halv sæson i den vestjyske klub, inden han i slutningen af december 2001 blev fyret, fordi spillerne følte sig for fastlåste i hans defensive systemer.
I sæsonen 2002-03 gjorde Justra comeback i Frederikshavn IK, denne gang som assistenttræner for Henrik Christensen.
Derefter fortsatte karrieren i Lillehammer i Norge, hvor han blev træner for byens Eliteserie-hold, Lillehammer IK, i 2½ sæson. I de to første sæsoner blev det til henholdsvis en niende- og en ottendeplads i den ti hold store liga. I begyndelsen af hans tredje sæson, opsagde klubben den 13. oktober 2005 samarbejdet med Justra efter en dårlig sæsonstart med seks nederlag i de ni første kampe.
I foråret 2006 kunne selskabet bag Frederikshavn White Hawks, Elite Nord Frederikshavn A/S, offentliggøre, at man havde skrevet kontrakt med Jiří Justra som cheftræner for de kommende to sæsoner. Tjekkens tredje periode som cheftræner i Frederikshavn blev imidlertid af meget kort varighed. Allerede den 31. oktober 2006 blev Justra fyret på grund af svingende resultater og erstattet af Olaf Eller.

## Familie
Jiří Justra er morfar til golfspilleren Lucas Bjerregaard.